# La Crèche
 La Crèche  es una población y comuna francesa, en la región de Poitou-Charentes, departamento de Deux-Sèvres, en el distrito de Niort y cantón de Saint-Maixent-l'École-1.

## Demografía
| 2834 | 2806 | 3181 | 4213 | 4467 | 4684 |
| Para los censos de 1962 a 1999 la población legal corresponde a la población sin duplicidades (Fuente: INSEE [Consultar]) |      |      |      |      |      |

## Personajes nacidos en esta localidad
- Jean-Baptiste Baujault (1828-1899), escultor